# Lonchaea auranticornis
Lonchaea auranticornis är en tvåvingeart som beskrevs av Mcalpine 1964. Lonchaea auranticornis ingår i släktet Lonchaea och familjen stjärtflugor. Inga underarter finns listade i Catalogue of Life.